# Sphecodes fumipennis
Sphecodes fumipennis är en biart som beskrevs av Smith 1853. Sphecodes fumipennis ingår i släktet blodbin, och familjen vägbin. Inga underarter finns listade i Catalogue of Life.